# Siv Gustavsson
Siv Irene Margareta Gustavsson, coniugata Karlström, e nota anche come Siw Ibáñez, Siv Vera-Ibanez, Siw Ybañez (Svezia, 9 luglio 1957) è una marciatrice svedese.
È stata medaglia d'oro alla IAAF World Race Walking Cup 1981, rendendola la seconda campionessa del mondo femminile in questa specialità.
Gustavsson vinse anche un bronzo ai Campionati europei di atletica leggera del 1986, il primo anno in cui si tennero le marce femminili in quell'evento. Ha vinto quindici titoli nazionali svedesi tra il 1976 e il 2004, su tutte le distanze comprese tra i 3000 metri e i 20 kilometri. Nonostante l'età avanzata, è ancora attiva a livello agonistico.

## Biografia

### Carriera
Cominciò ad emergere come marciatrice a livello internazionale nei primi anni '70, iniziando la sua carriera con un terzo posto alla gara junior dei Nordiska mästerskapet i gång nel 1971, poi con due vittorie consecutive nella stessa categoria nel 1973 e 1975. Il suo primo titolo senior all'evento è arrivato con la 5 km del 1977, quando batté Britt Holmquist e la norvegese Thorill Gylder.
La IAAF World Race Walking Cup 1975 e la IAAF World Race Walking Cup 1977 prevedevano entrambe gare femminili non ufficiali e su invito, alle quali Gustavsson si dimostrò tra le migliori, arrivando seconda davanti alla connazionale Margareta Simu alla prima gara,  vincendo l'edizione successiva battendo lei e Carol Tyson.
A causa di un infortunio non prese parte al primo campionato femminile ufficiale di marcia tenutosi nel 1979. La sua carriera raggiunse l'apice alla IAAF World Race Walking Cup del 1981, dove divenne la seconda campionessa mondiale femminile di marcia, sconfiggendo l'intero gruppo di quasi venti secondi. La squadra svedese (comprese Ann Jansson, Ann-Marie Larsson e Britt Holmqvist) perse il titolo generale della competizione per un solo punto.
Ha tentato di difendere il titolo alla l'edizione successiva, ma ha concluso la competizione al quinto posto. Con Gustavsson come miglior atleta, anche le donne svedesi sono scese al quarto posto nella classifica a squadre generale. Ha partecipato anche ai Campionati europei di atletica leggera 1986 nella 10 km di marcia, la prima disputata nel femminile agli Europei, conquistando una medaglia di bronzo dietro l'atleta spagnola Mari Cruz Díaz e Ann Jansson.
Dopo aver vinto l'ultimo Campionato nazionale nel 2004 all'età di 47 anni, Gustavsson ha continuato a competere a livello agonistico ed è stata campionessa europea indoor over-45 nel 2005, battendo poi il record mondiale per gli over-50 nei 3000 indoor nel 2012.
La sua ultima gara internazionale disputata risale al 2019, all'età di 62 anni compiuti, ma ufficialmente non si è ancora ritirata.

### Vita privata
Ha sposato il compagno marciatore Enrique Vera Ibáñez, emigrato dal Messico per stabilirsi con lei in Svezia. Suo marito ha ottenuto la cittadinanza svedese e in seguito ha rappresentato il suo paese adottivo ai Campionati mondiali di atletica leggera del 1991. La coppia ha avuto un figlio nel 1985, Ato Ibáñez, anche lui marciatore. Dopo aver divorziato, Siv ha avuto un secondo figlio nel 1990, Perseus Karlström, anche lui un marciatore professionista.

## Palmarès

### Competizioni internazionali
| Anno | Manifestazione                  | Sede              | Evento | Risultato | Prestazione |
| ---- | ------------------------------- | ----------------- | ------ | --------- | ----------- |
| 1975 | Coppa del mondo (non ufficiale) | Le Grand-Quevilly | 5 km   | Argento   | 24'33       |
| 1977 | Coppa del mondo (non ufficiale) | Milton Keynes     | 5 km   | Oro       | 23'19       |
| 1981 | Coppa del mondo                 | Valencia          | 5 km   | Oro       | 22'56"9     |
| 1983 | Coppa del mondo                 | Bergen            | 10 km  | 5ª        | 46'21       |
| 1986 | Europei                         | Stoccarda         | 10 km  | Bronzo    | 46'19       |

### Titoli nazionali
- 2 volte campionessa nazionale svedese nei 3000 metri marcia (1977, 1978)
- 5 volte campionessa nazionale svedese nei 5000 metri marcia (1977, 1981, 1983, 2000, 2004)
- 6 volte campionessa nazionale svedese nei 10 km marcia (1976, 1977, 1978, 1984, 1995, 1999)
- 2 volte campionessa nazionale svedese nei 20 km marcia (1995, 2002)[2]

1976
- Oro ai campionati svedesi (Göteborg), 10 km marcia - 49'46"8

1977
- Oro ai campionati svedesi (Skelleftea), 3000 metri marcia - 13'39"9
- Oro ai campionati svedesi (Skelleftea), 5000 metri marcia - 23'25"
- Oro ai campionati svedesi (Skelleftea), 10 km marcia - 48'40"3

1978
- Oro ai campionati svedesi (Stoccolma), 3000 metri marcia - 13'44"8
- Oro ai campionati svedesi (Stoccolma), 10 km marcia - 48'48"5

1981
- Oro ai campionati svedesi (Skövde), 5000 metri marcia - 23'44"2

1983
- Oro ai campionati svedesi (Örebro), 5000 metri marcia - 23'24"8

1984
- Oro ai campionati svedesi (Växjö), 10 km marcia - 47'35"6

1995
- Oro ai campionati svedesi (Sollentuna), 10 km marcia - 48'58"8
- Oro ai campionati svedesi (Sollentuna), 20 km marcia - 1h45'23"

1999
- Oro ai campionati svedesi (Malmö), 10 km marcia - 49'42"

2000
- Oro ai campionati svedesi (Uppsala), 5000 metri marcia - 23'52"6

2002
- Oro ai campionati svedesi (Gävle), 20 km marcia - 1h43'36"

2004
- Oro ai campionati svedesi (Karlstad), 5000 metri marcia - 23'44